# Abdolhossein Hajir
Abdolhossein Hajir (en persan : عبدالحسین هژیر) est un homme politique iranien né à Téhéran en 1895 et mort le 4 novembre 1949 dans la même ville. Il est de nombreuses fois ministre et occupe le poste de Premier ministre de l'Iran pendant quelques mois.

## Carrière
Entré au ministère des Affaires étrangères après des études à l'école Dar ol-Fonoun et à l'école de sciences politiques, il travaille ensuite à l'ambassade soviétique comme interprète et secrétaire. Il rejoint par la suite les sphères gouvernementales iraniennes.
Il est très apprécié du Chah ainsi que de sa sœur jumelle la princesse Ashraf, qui joue de son influence pour favoriser sa nomination au poste de Premier ministre.
Seyyed Hossein Emami Esfahani, un membre de l'organisation de Navvab Safavi a ouvert le feu sur Abdolhossein Hajir le 3 novembre 1949, à l'occasion d'une cérémonie de commémoration. Hajir meurt le jour suivant.